# Казнь на Староместской площади

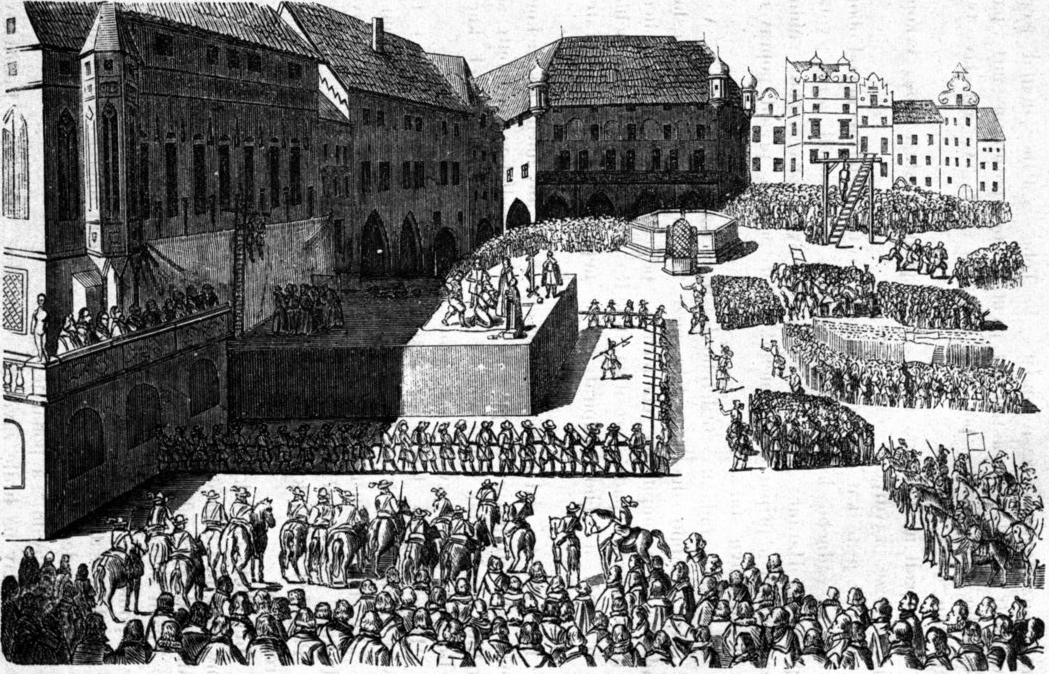
Казнь на Староместской площади. Рисунок Эдуарда Герольда с гравюры на дереве, XIX век

Казнь на Староместской площади (чеш. Staroměstská exekuce) — казнь 27 участников чешского восстания против Габсбургов, которая состоялась на Староместской площади в Праге 21 июня 1621 года, на первом этапе Тридцатилетней войны. В числе казнённых были трое панов, семеро рыцарей и 17 мещан; трёх из них палач Ян Мыдларж повесил, остальных обезглавил. Их головы, выставленные на всеобщее обозрение, были похоронены спустя 10 лет, когда Прагу заняли саксонцы.

## Список казнённых

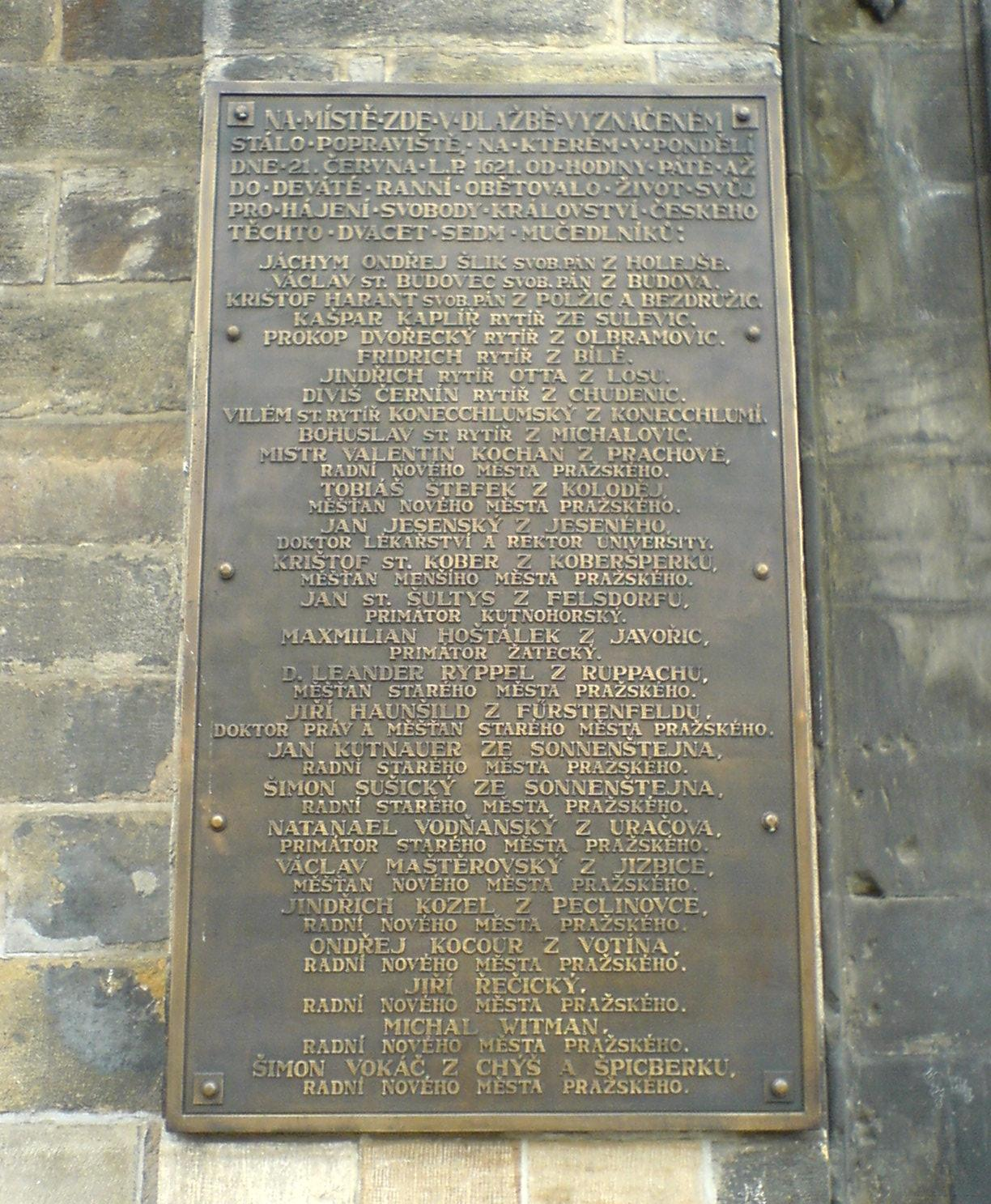
Мемориальная доска с именами казнённых

| Паны - Яхим Ондржей Шлик - Вацлав Будовец из Будова - Криштоф Гарант из Полжиц и Бездружиц Рыцари - Кашпар Каплирж из Сулевиц - Прокоп Дворжецкий из Ольбрамовиц - Фридрих из Биле - Йиндржих Отта из Лозу - Дивиш Чернин из Худениц - Вилем Конецхлумский из Конецхлуми - Богуслав из Михаловиц | Мещане - Валентин Кохан из Прахове - Тобиаш Штефек из Колодеж - Ян Есенский - Криштоф Кобер из Кобершперка - Ян Шультис из Фельсдорфа - Максимилиан Гошталек из Яворжице - Леандер Рюппель из Руппаха - Йиржи Гауеншильд из Фюрстенфельда - Ян Кутнауер из Сонненштейна - Симеон Сушицкий из Сонненштейна - Натанаель Воднянский из Урачова - Вацлав Маштеровский из Йизбице - Йиндржих Козел из Пецлиновце - Ондржей Коцоур из Вотина - Йиржи Ржечицкий - Михал Витманн - Симеон Вокач из Хиш. |

## Предыстория
В 1618 году чешские сословия подняли восстание против Габсбургов, которое стало первой стадией Тридцатилетней войны. Они низложили ультракатолика Фердинанда Габсбургского, венгерского короля и императора Священной Римской империи, и избрали королём Фридриха, курфюрста Пфальцского и главу Евангелической унии. Однако 8 ноября 1620 года чешская армия была разгромлена на Белой горе. Фридрих той же ночью бежал из Праги, сословия Чехии, Моравии и Силезии вскоре присягнули на верность Фердинанду, не выдвигая никаких условий. Многие видные участники восстания после этих событий бежали из страны, но вскоре некоторые вернулись, так как власти не начинали преследований.
17 февраля 1621 года королевский наместник Карл фон Лихтенштейн всё же объявил о начале следствия по делу о государственной измене. 20 февраля был арестован 61 человек из числа активных участников восстания, остававшихся на тот момент в Чехии. В тот же день начался судебный процесс, руководил которым Лихтенштейн. Слушания проводились на основе не обычного чешского права, а императорских директив: обвиняемые, которым инкриминировались измена, оскорбление величества, подстрекательство народа к мятежу, вербовка незаконной армии, публикация клеветнических сочинений и другие преступления, были лишены права на защиту, и суд мог ограничиться констатацией того, что их вина «общеизвестна». Один из обвиняемых, Мартин Фрювайн, не дожидаясь приговора, 17 июня выбросился из окна Белой башни и погиб.
19 июня было объявлено решение суда: 24 человека приговорили к отсечению головы, трёх человек — к повешению, ещё 16 — к заключению или изгнанию. Каждому из осуждённых зачитывались на немецком и чешском языках сначала обвинения, потом вердикт. Позже приговор был зачитан (тоже на двух языках) на Мала Стране. Известно, что изначальное решение судей было более суровым, но император Фердинанд отменил смертную казнь для 16 человек, а приговорённым к четвертованию заменил эту кару на простое обезглавливание.
Казнь должна была состояться на Староместской площади 21 июня. Там заранее построили эшафот, обитый чёрной тканью, рядом с ним сколотили высокую трибуну для судей и знатных зрителей, в окнах ратуши укрепили две балки, которым предстояло сыграть роль виселиц. Пространство вокруг эшафота посыпали песком. Всех осуждённых накануне казни посетили иезуиты, убеждавшие их перейти в католичество, но успехом эта миссия не увенчалась.

## Казнь

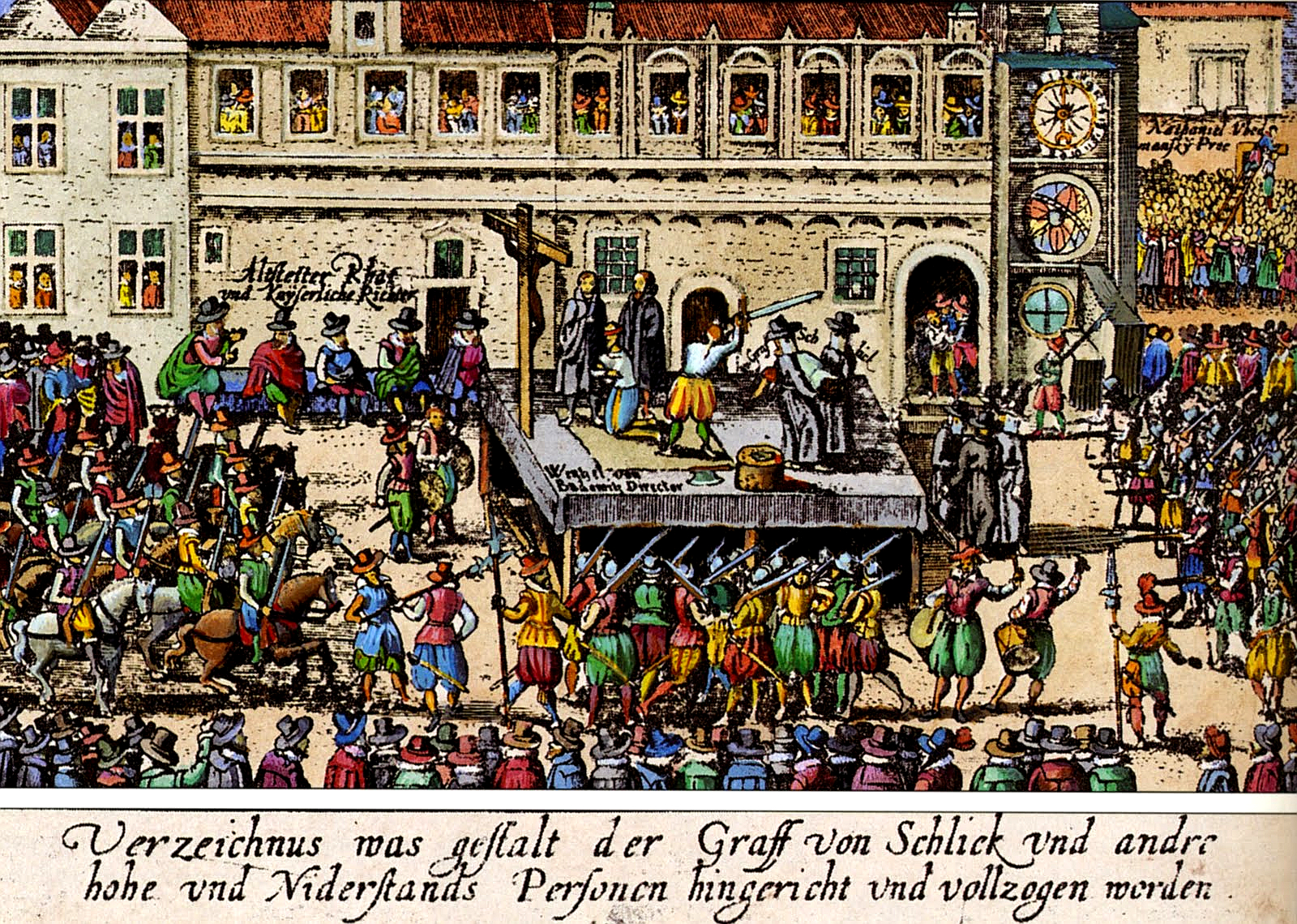
Казнь на Староместской площади

Приговорённые принадлежали ко всем трём светским сословиям, и казнили их в соответствии с социальным статусом: сначала трёх панов, потом семерых рыцарей и 17 мещан. Первым был обезглавлен граф Яхим Ондржей Шлик, который, по словам одного из современников, «исполненный спокойствия и с сердечной молитвой на устах взошёл на эшафот». Палач отрубил голову с одного удара, а потом отсёк и правую руку. В общей сложности 24 человека были обезглавлены и трое (Ян Кутнауер, Симеон Сушицкий, Натанаель Воднянский) — повешены. Одному из осуждённых, Яну Есенскому, перед смертью вырезали язык. Ян Теодор Сикст из Оттерсдорфа получил на эшафоте помилование, но зато был четвертован труп самоубийцы Мартина Фрувейна.
Городской секретарь Микулаш Дивиш два часа простоял с прибитым к виселице языком за то, что когда-то поприветствовал приехавшего в Прагу короля Фридриха. Поэта Николая Ломницкого наказали за ту же вину сотней палочных ударов. Таблички с именами преступников, успевших бежать из Чехии, прикрепили к виселицам, что означало символическую казнь. Тела казнённых выдали их родственникам, а 12 отрубленных голов были выставлены на всеобщее обозрение на Карловом мосту. Их похоронили только в 1631 году, после того как Прагу заняли саксонцы.
Казнь продолжалась около четырёх часов (с 5 до 9 часов утра). Палач Ян Мыдларж не нанёс за это время ни одного неверного удара, но ему пришлось сменить четыре меча. За работу он получил большую сумму — 500 коп мейсенских грошей.
Казнь окончательно зафиксировала разгром восстания, полное подчинение Чехии Габсбургам, победу католичества над протестантизмом в этой стране. Она стала символическим началом «постбелогорской эпохи», которая считается в чешской культуре эпохой упадка.